# Albin Egger-Lienz
Albin Egger-Lienz (født 29. januar 1868 i Stribach ved Lienz i Østtyrol; død 4. november 1926 i St. Justina ved Bozen i Sydtyrol) var en østrisk maler.
Egger-Lienz blev først undervist af faren, der var kirkemaler, og den østrigske maler Hugo Engl; senere studerede han ved Akademie der Bildenden Künste München, opholdt sig en periode i Wien og var 1911-12 professor i Weimar.
I begyndelsen malede Egger-Lienz historiske motiver og scener fra livet på landet inspireret af Franz von Defregger. Senere malede han i en mere forenklet og dekorativ stil. Under 1. verdenskrig malede han krigsbilleder, blandt andet Die Namenlosen fra 1914 ('De navnløse').
Billedet Totentanz, som han malede i adskillige versioner, bragte ham på kant med den østrigske tronfølger Franz Ferdinand der forhindrede Egger-Lienz i en ansættelse ved Künstlerhaus Wien. Han fik ikke flere offentlige bestillinger, og 1918 flyttede han permanent til Sydtyrol.
| - De navnløse − Die Namenlosen - De navnløse, 1916 Die Namenlosen, tempera på lærred 245 × 476 cm - De navnløse, 1916 Die Namenlosen (Udstillet på Militærhistorisk museum i Wien |

| - Dødedans − Totentanz - Dødedansen fra år ni, 1908 Der Totentanz von Anno Neun - Dødedansen, 4. version 1915 Totentanz, Vierte Fassung - Totentanz 1809, 1920/1921 |

| - Andre værker af Albin_Egger-Lienz - Portrætmaleren på landet, 1891 Der Porträtmaler auf dem Lande - Korset, 1901 Das Kreuz - Kongernes tilbedelse (no), 1904 (forstudie) Wallfahrer 'The Adoration' - Høslæt i bjergegn , 1907 (1. version) Bergmäher (1. Fassung, 1907) - Mand og kvinde, 1910 Mann und Weib - Middagsmåltid, 1910 (2. version) Mittagessen (2. Fassung) - Sæterlandskab i Ötztal, 1911 Almlandschaft im Ötztal - Død soldat fra "Missa Eroica", 1918 Toter Soldat aus der „Missa Eroica“ - Finale, 1918 - Sædemand og djævel, 1921 (2. version) Sämann und Teufel (2. Fassung 1921) (Matt 13,1ff og v.39) - Høstfolk i truende uvejr, ca. 1922 Die Schnitter (Die Bergmäher bei aufsteigendem Gewitter) - Mødre, 1922/23 Mütter - Kristi opstandelse, 1923/24 Christi Auferstehung - Den døde Kristus, 1926 Der tote Christus - Pieta, 1926 |